# Filmy klasy Z

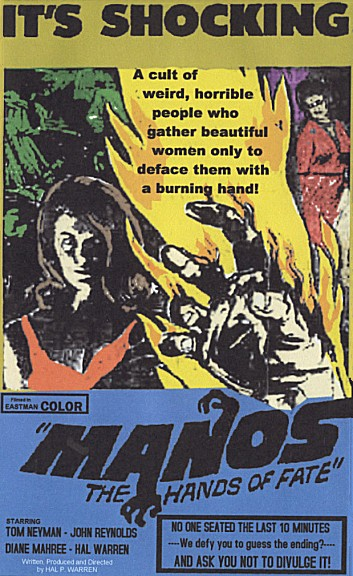
Plakat filmu Manos: The Hands of Fate

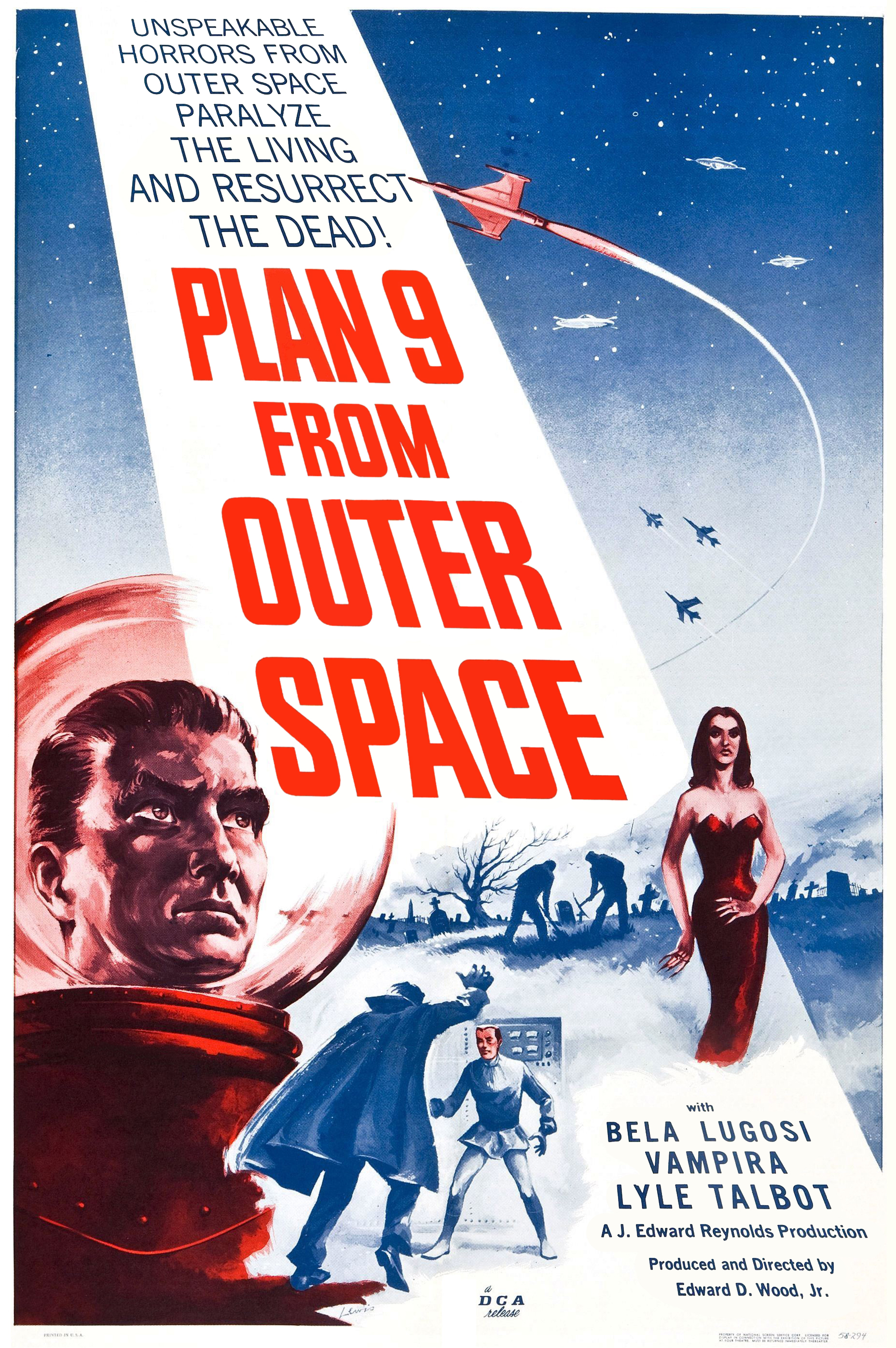
Plakat filmu Plan dziewięć z kosmosu

Filmy klasy Z – termin powstały w połowie lat 60. XX wieku jako nieformalne określenie niektórych obrazów, których nie można było jednoznacznie określić jako filmy klasy A. Wkrótce pojęciem tym zaczęto nazywać niskobudżetowe produkcje o określonych standardach jakościowych, które były znacznie poniżej tych przyjętych w filmach klasy B, a nawet tak zwanych C.
Filmy klasy B mają zwykle przeciętny scenariusz i aktorów, ale są w większości zrobione kompetentnie. Podobnie jest z filmami klasy C. W porównaniu do nich większość filmów klasy Z jest robionych głównie przez amatorów i z bardzo małym budżetem. Często scenariusze są niedopracowane, co skutkuje licznymi błędami produkcyjnymi. Ponadto wiele filmów ma też niewystarczające oświetlenie i niefachowy montaż.

## Przykłady
Za klasycznego twórcę filmów klasy Z bardzo często uznawany jest amerykański reżyser Ed Wood, którego film Plan dziewięć z kosmosu (1959) określany jest mianem najgorszego filmu, jaki kiedykolwiek powstał. Niespójna fabuła, dziwaczne dialogi, niekompetentne aktorstwo, niepotrzebna narracja, najtańsze z możliwych efekty specjalne oraz tekturowe dekoracje, to główne cechy, którymi charakteryzował się film Wooda. Ponadto często widać aktorów czytających swoje dialogi, a plenerowe ujęcia zostały nagrane w dzień, jak i w nocy, choć rozgrywają się w tej samej scenie.
Innym przykładem filmu klasy Z jest The Creeping Terror (1964) w reżyserii Arthura J. Nelsona (który zagrał też główną rolę pod pseudonimem Vic Savage). W filmie wykorzystano bardzo proste, wręcz prymitywne efekty specjalne, oraz zastosowano technikę, która stała się synonimem horrorów klasy Z, czyli głos lektora, który parafrazuje zbyt cicho nagrane dialogi.
W 1966 sprzedawca ubezpieczeń, Harold P. Warren, który nigdy nie pracował przy produkcji filmów, założył się z profesjonalnym scenarzystą, że stworzy swój własny obraz. Wynikiem tego zakładu był wyreżyserowany przez Warrena film Manos: The Hands of Fate, który zasłynął z niekompetentnej produkcji, chaotycznych dialogów oraz nieprzemyślanego montażu. Internetowy serwis Rotten Tomatoes przyznał mu 0% w swojej skali ocen.
Do filmów klasy Z zalicza się też Zabójcze ryjówki Raya Kellogga (1959), Dünyayı Kurtaran Adam („Tureckie Gwiezdne wojny”) Çetina Inança (1982) i Zły mózg z kosmosu Koreyoshi’ego Akasaki i Teruo Ishii (1964).
Współczesne filmy klasy Z, takie jak Attack of the 60 Foot Centerfold (1995), czy Bikini Cavegirl (2004) – oba wyreżyserowane przez Freda Olena Raya – łączą w sobie tradycyjne gatunki filmowe z obszerną nagością albo miękką pornografią. Takie produkcje często trafiają od razu na płyty DVD, lub są emitowane w godzinach nocnych przez komercyjne telewizje, na przykład HBO Zone lub Cinemax.